# Муджтахид
Муджтахид (араб. مُجْتَهِدٌ ‎) — высокопоставленный факих (исламский богослов). Муджтахид обладает способностями и правом выносить фетвы по важным вопросам религии и мусульманского права (фикх). Он обязан опираться исключительно на коранические аяты и достоверные хадисы (сахих) пророка Мухаммада, а не на суждения других богословов (факихов).
Сунниты считают, что последними муджтахидами были основатели четырёх суннитских мазхабов (Абу Ханифа, Малик ибн Анас, Мухаммад аш-Шафии и Ахмад ибн Ханбаль). С «закрытием врат иджтихада», достигнуть степень муджтахида при жизни стало практически невозможно. У шиитов муджтахидами становятся факихи, которые достигли совершенства в знании и толковании Корана (тафсир), шариата, хадисов и исламского права (фикха). Лишь немногие факихи признаны муджтахидами.

## Обязательные качества
К качествам, которые обязан иметь муджтахид, относятся:
- свободное владение арабским языком и знание арабской грамматики, синтаксиса, морфологии и т. д.;
- знание наизусть Корана и хадисов, имеющих отношение к правовым решениям;
- осведомлённость во всех вопросах, в которых есть единодушное мнение по каким-либо вопросам (иджма);
- умение использовать метод суждения по аналогии (кияс);
- благочестие и искреннее намерение.

## Категории суннитских муджтахидов
Муджтахиды подразделяются на следующие категории:
1. Абсолютные муджтахиды (муджтахид мутляк). Высшая категория муджтахидов, которые имеют право выносить любое независимое решение. К ним относятся основатели четырёх суннитских правовых школ (мазхабов) — Абу Ханифа, Малик ибн Анас, Мухаммад аш-Шафии и Ахмад ибн Ханбаль[4]. Эти имамы установили принципы для вынесения решений напрямую из Корана, Сунны, иджмы и кияса[5].
2. Муджтахиды мазхаба, то есть муджтахиды, которые развивают какое-либо направление фикха или вероучения в пределах методов своего мазхаба. К категории муджтахидов, не обладающих правом на вынесение независимых суждений относились: Абу Юсуф, Мухаммад аш-Шайбани, Зуфар ибн аль-Хузайл (ханафиты); Ибн Касим, Ашхаб (маликиты); аль-Бувайти, аль-Музани (шафииты); Абу Бакр аль-Асрам, аль-Маррузи (ханбалиты)[4]. Эти имамы выносили решения на основе правил, установленных абсолютным муджтахидом[5].
3. Муджтахиды, которые ведут исследование по тем правовым вопросам, которые основатели мазхаба по каким-либо причинам не затрагивали. К ним относятся ханафиты аль-Хассаф, ат-Тахави, аш-Шарахси; маликиты аль-Абхари, Ибн Абу Зейд аль-Кайравани; шафииты аль-Маварди, Ибн Хузейма; ханбалиты Кади Абу Яла, Кади ибн Али ибн Муса[4]. Эти имамы выносили решения по отдельным вопросам, по которым нет ясного текста от имама на основе правил мазхаба[5].

Помимо нескольких категорий муджтахидов существует несколько уровней мукаллидов:
- «Асхаб ат-тахридж» — это учёные, которые не имели права на иджтихад в принципе, однако, благодаря своим знаниям правил мазхаба, могли на основании собственного мнения проводить аналогии, проясняя решения по неясным вопросам. Среди них, например, Абу Бакр аль-Джассас[5].
- «Асхаб ат-тарджих» — это учёные, которые имели право выбирать более сильное и предпочтительное из различных мнений основателей мазхабов и их учеников, говоря: «это более верно», «это наиболее достоверно» и т. д. К ним относятся ханафиты аль-Кудури и аль-Маргинани (автор «Хидая»); маликит Аллама Халиль; шафиит ан-Навави; ханбалит аль-Кади Алауддин аль-Мирдави[4].
- Мукаллиды, чьей задачей было исключить слабые и отвергаемые мнения и передачи. Они способны различать, какие из мнений слабее, а какие сильнее, что относится к «навадир», а что к «захир ар-ривая» и т. д. Среди них: ан-Насафи (автор «Канз»), аль-Мавасили («аль-Мухтар»), Тадж аш-Шари‘а («Викая»)[5].
- Мукаллиды, не имевшие права ни на что из вышеперечисленного[5].